# Santo Tomás Axín
Santo Tomás Axín är en ort i Mexiko.   Den ligger i kommunen Ocosingo och delstaten Chiapas, i den sydöstra delen av landet, 800 km öster om huvudstaden Mexico City. Santo Tomás Axín ligger 875 meter över havet och antalet invånare är 225.
Terrängen runt Santo Tomás Axín är varierad. Runt Santo Tomás Axín är det glesbefolkat, med 16 invånare per kvadratkilometer. Närmaste större samhälle är Ocosingo, 12,9 km väster om Santo Tomás Axín. I omgivningarna runt Santo Tomás Axín växer i huvudsak städsegrön lövskog.